# Sébastien Laudenbach

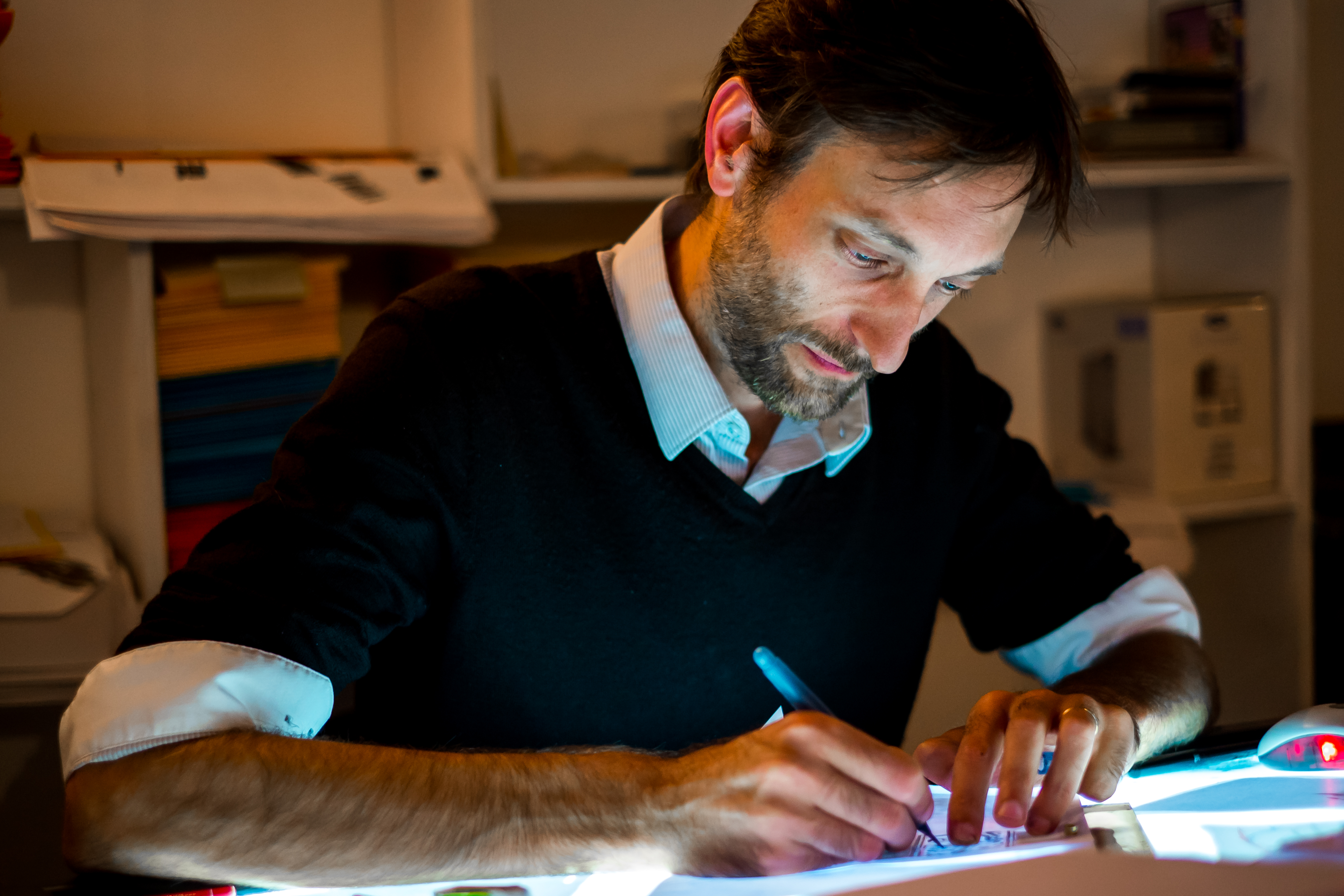
Sébastien Laudenbach, 2013

Sébastien Laudenbach (* 12. Oktober 1973 in Arras) ist ein französischer Animator und Illustrator.

## Leben
Sébastien Laudenbach wuchs in einer streng katholischen Familie auf: Sein Vater arbeitete als Bauingenieur, seine Mutter war Mitglieder des Mouvement chrétien des cadres et dirigeants(MCC) und engagierte sich ehrenamtlich für die christliche Gruppe ATD Vierte Welt. Laudenbachs Onkel ist der Schauspieler Philippe Laudenbach.
Laudenbach zeichnete bereits als Kind Comics. Er besuchte zunächst die École d’art graphique de Penninghen und studierte ab 1993 an der École nationale supérieure des arts décoratifs. Sein erstes Interessensgebiet, inspiriert vom Werk Jean-François Laguionies und René Laloux’, lag im Bereich Illustration. Erst im Laufe des Studiums entschied er sich für die Animation. Laudenbach beendete sein Studium 1997 mit dem autobiografisch geprägten Kurzanimationsfilm Journal, der in Tagebuchform den Zeitraum Oktober 1996 bis März 1997 umfasst. Bei einer Aufführung des Films in einer Bar wurden Mitarbeiter der Filmproduktionsgesellschaft Magouric auf den Film aufmerksam und finanzierten eine neue Postproduktion. Sie animierten Laudenbach dazu, den Film umzuschneiden. Die neu geschnittene Fassung war 1998 fertiggestellt. Auf dem Festival du Court-Métrage de Clermont-Ferrand gewann Journal den Preis der Jugendjury im nationalen Wettbewerb. Im Jahr 2000 schuf Laudenbach Animationssequenzen für den Spielfilm Du poil sous les roses von Jean-Julien Chervier und Agnès Obadia.
Ein erstes Langfilmprojekt für Magouric, an dem Laudenbach auf Anregung von Laurent Bénégui hin zusammen mit Jean-Julien Chervier arbeitete, wurde nach zwei Jahren eingestellt. Laudenbach veröffentlichte 2004 den Kurzanimationsfilm Des câlins dans les cuisines über zwei frühere Liebhaber, die sich entschließen, eine weitere letzte Nacht miteinander zu verbringen. Der Film wurde 2004 für einen Cristal d’Annecy des Festival d’Animation Annecy nominiert. Laudenbach realisierte weitere Kurzfilme: Morceau (2006), Regarder Oana (2009) und der in Sandanimation umgesetzte Kurzfilm Vasco, der 2010 im Rahmen der Semaine de la critique in Cannes gezeigt wurde. Laudenbach schrieb gemeinsam mit Chloé Mazlo das Drehbuch zum Kurzfilm Les petits cailloux, der 2015 mit einem César in der Kategorie Bester animierter Kurzfilm ausgezeichnet wurde.
Laudenbachs erster Langanimationsfilm wurde 2016 Das Mädchen ohne Hände nach dem gleichnamigen Märchen der Gebrüder Grimm. Laudenbach realisierte den Film improvisiert ohne Storyboard allein; er entstand traditionell handgezeichnet. Das Mädchen ohne Hände wurde am 12. Mai 2016 auf den Internationalen Filmfestspielen von Cannes uraufgeführt, wobei der Film die Sektion ACID (Association du cinéma indépendant pour sa diffusion) eröffnete. Laudenbach erhielt für Das Mädchen ohne Hände 2017 eine César-Nominierung in der Kategorie Bester Animationsfilm; der Film wurde zudem für einen Prix Lumières in der Kategorie Bester Animationsfilm nominiert.
Laudenbachs Animationsstile variieren, so setzt er in seinen Filmen traditionelle Handzeichnungen, Scherenschnitt oder auch Sandanimationen ein. Häufig arbeitet er ohne Storyboard. Er schuf Filmvorspanne für verschiedene Film, unter anderem von Emmanuel Mouret (Laissons Lucie faire, Fais-moi plaisir). Zudem ist er als Plakatkünstler für Spielfilme und Festivals tätig. Laudenbach arbeitet seit 2001 als Dozent für Animation an der École nationale supérieure des arts décoratifs; gelegentlich unterrichtet er auch an der Animationsschule La Poudriere sowie an der École des métiers du cinéma d’animation. Laudenbach lebt und arbeitet in Paris.

## Filmografie (Auswahl)
- 1998: Journal
- 2004: Des câlins dans les cuisines
- 2006: Morceau
- 2009: Regarder Oana
- 2010: Vasco
- 2010: L’amour à trois
- 2010: Deyrouth
- 2012: Les yeux du renard
- 2013: XI. la force
- 2014: Les petits cailloux
- 2015: Daphné ou la belle plante
- 2016: Das Mädchen ohne Hände (La jeune fille sans mains)
- 2017: Vibrato
- 2018: Histoire de Stefano

## Auszeichnungen (Auswahl)
- 1999: Preis der Jugendjury im nationalen Wettbewerb, Festival du Court-Métrage de Clermont-Ferrand, für Journal
- 2004: Nominierung Cristal d’Annecy, Festival d’Animation Annecy, für Des câlins dans les cuisines
- 2009: Nominierung Cristal d’Annecy, Festival d’Animation Annecy, für Regarder Oana
- 2010: Nominierung Prix Découverte Leica Cine, Internationale Filmfestspiele von Cannes, für Vasco
- 2017: César-Nominierung, Bester Animationsfilm, für Das Mädchen ohne Hände
- 2017: Nominierung Prix Lumières, Bester Animationsfilm, für Das Mädchen ohne Hände
- 2017: Nominierung Goldene Tulpe, International Istanbul Film Festival, für Das Mädchen ohne Hände